# The Great Outdoors (film)

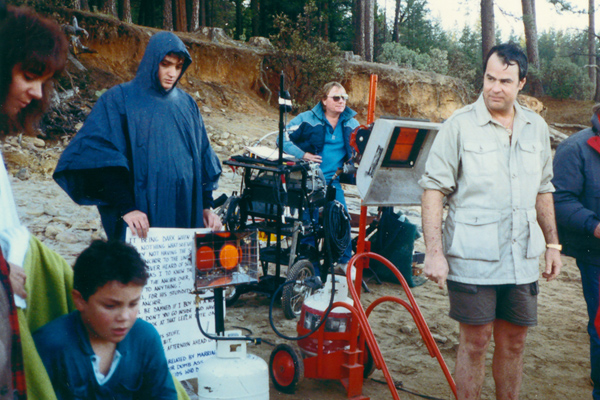
Dan Aykroyd op de set van The Great Outdoors in 1987

The Great Outdoors is een Amerikaanse komische film uit 1988 van Howard Deutch met in de hoofdrollen onder meer John Candy en Dan Aykroyd. De film werd geschreven door John Hughes, die tevens optrad als uitvoerend producent.

## Verhaal
De in Chicago wonende Chet (John Candy), zijn vrouw Connie (Stephanie Faracy) en hun twee zonen vieren zomervakantie aan een meer in de fictieve plaats Pechoggin in de staat Wisconsin. Onverwachts komen er vier onverwachte bezoekers opdagen, Connies zus Kate (Annette Bening), haar man Roman (Dan Aykroyd) en hun tweelingdochters. Tussen de joviale familieman Chet en de arrogante, opschepperige beurshandelaar Roman lopen de spanningen al snel hoog op. Ondertussen beleeft Chets zoon Buck een romance met een plaatselijk meisje en zorgen een grizzlybeer en twee wasberen voor de nodige problemen.

## Rolverdeling
| Acteur           | Personage             | Opmerkingen               |
| ---------------- | --------------------- | ------------------------- |
| John Candy       | Chester "Chet" Ripley |                           |
| Stephanie Faracy | Connie Ripley         | Chets vrouw               |
| Dan Aykroyd      | Roman Craig           | Chets en Connies zwager   |
| Annette Bening   | Kate Craig            | Romans vrouw, Connies zus |
| Chris Young      | Buck Ripley           | Chets zoon                |
| Ian Giatti       | Ben Ripley            | Chets zoon                |
| Hilary Gordon    | Cara Craig            | Romans dochter            |
| Rebecca Gordon   | Mara Craig            | Romans dochter            |
| Lucy Deakins     | Cammie                | vakantieliefde van Buck   |
| Robert Prosky    | Wally                 |                           |
| Bart the Bear    | grizzlybeer           |                           |

## Productie
De film werd gedurende drie weken in oktober 1987 opgenomen in de plaats Bass Lake in Californië, iets ten zuiden van Yosemite National Park.